# Emil Norlander

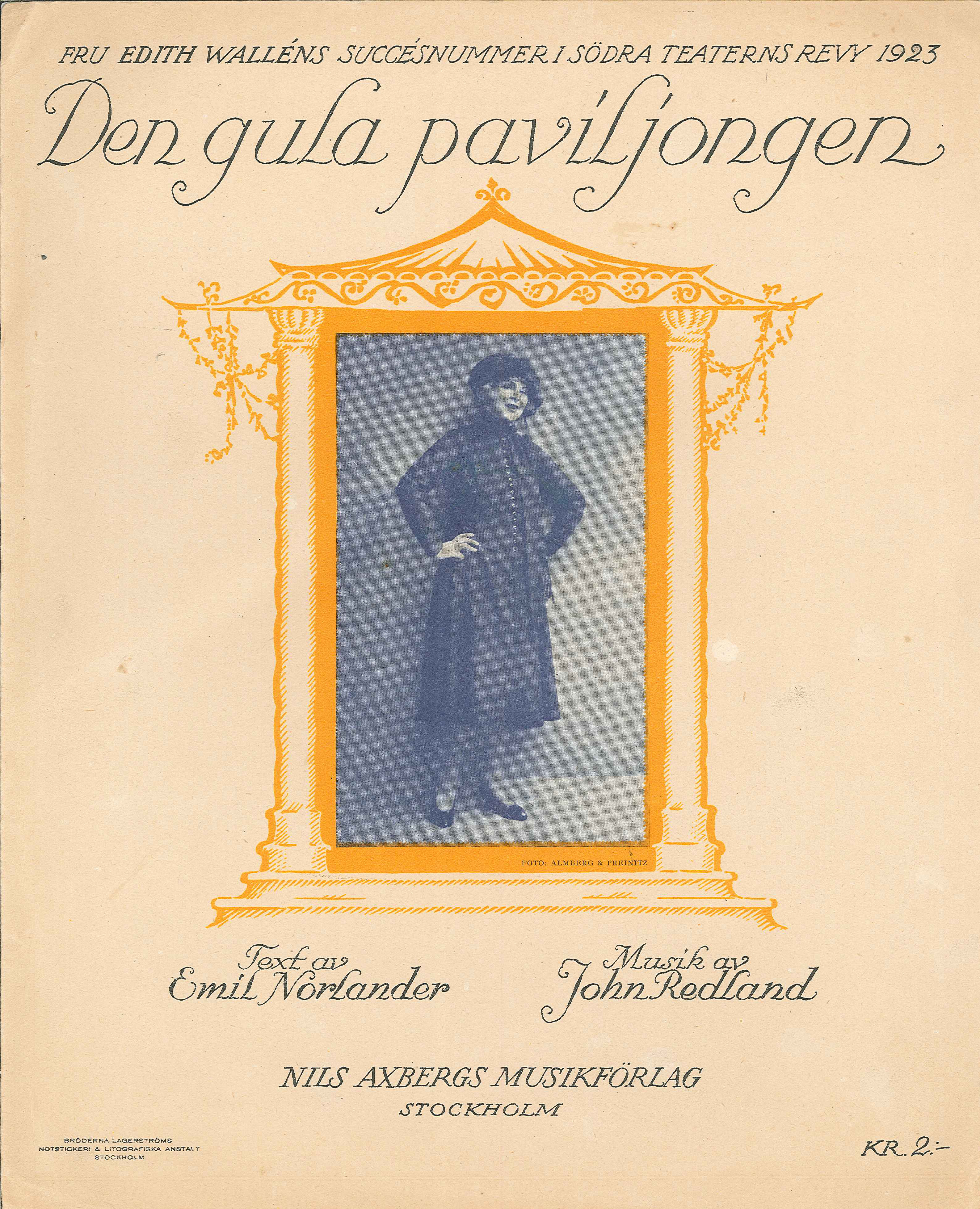
Nothäftet till Den gula paviljongen, Norlanders stora succé från 1923. På omslaget Edith Wallén.

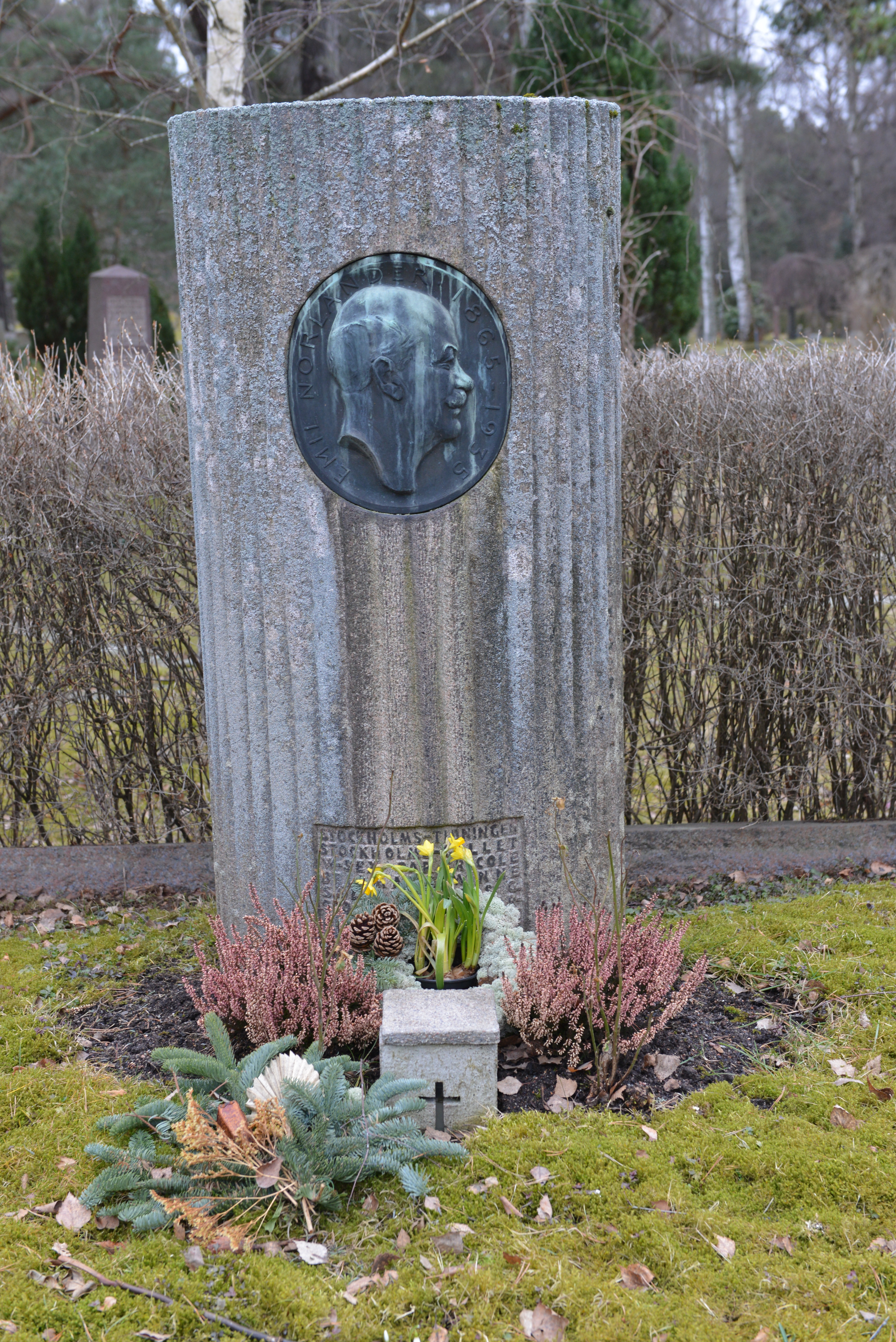
Graven på Norra begravningsplatsen.

Emil August Norlander, född 5 maj 1865 i Stockholm, död 11 april 1935, var en svensk tidningsman, journalist och författare av främst revyer och revykupletter. 

## Biografi
Emil Norlander studerade ursprungligen till tandtekniker men halkade snart in i nöjesbranschen i stället. Från 1897 verkade han som kåsör i Stockholms-Tidningen under signaturen Don Basuno. Han medverkade även i skämttidningen Nya Nisse 1893-1919 och var dess chefredaktör 1908-1916. Norlander blev chefredaktör för skämttidningen Kasper 1921 och blev kvar där till 1927.
Han skrev och producerade ett sextiotal revyer och flera folklustspel. Hans namnkunnigaste revy var Den förgyllda lergöken 1900 och den upplevde två filmatiseringar, 1924 och 1944. För den yngre publiken skrev han 1901 en samling berättelser om pojkstreck publicerade i bokform som Anderssonskans Kalle.
Norlander skrev, enligt egen uppgift, mer än 3000 kupletter till sina revyer och andra sammanhang. Till de mest kända av dessa hör Fia Jansson, Amanda Lundbom, Den gula paviljongen, O, min Carl Gustaf och Balen på bakgården. Ett alster i något allvarligare ton är hans svenska text Varför skola mänskor strida till en amerikansk melodi av Hart Pease Danks. Ett urval av Norlanders visor finns samlade i volymen 280 samlade sånger, schlager, slagdängor med musik (Stockholm 1930) med förord av Carl Gustaf Laurin.
Povel Ramel skrev revyn Ryck mej i snöret 1964 som en hyllning till Emil Norlander.
Norlander är begravd på Norra begravningsplatsen i Stockholm.

## Revyer av Emil Norlander (urval)
- 1899 - Den stora strejken
- 1900 - Den förgyllda lergöken
- 1901 - Prinsessan Habbahabba
- 1901 - Andersson, Pettersson och Lundström (omarbetning av Hodells pjäs från 1865)
- 1902 - I sjunde himlen
- 1903 - Damen med masken
- 1903 - Jönsson, Jonsson, Jansson
- 1903 - Gubben i Renberget
- 1904 - Kovander, Bovander & C:i
- 1905 - Stockholmsluft
- 1905 - Bluff
- 1906 - Kalle Munter
- 1907 - Stackars Olson
- 1907 - Mångubben
- 1908 - N:r 30 Gustafsson
- 1908 - Johnsons 7 fruar
- 1909 - Konstgjorda Svensson
- 1909 - Nick Carter
- 1910 - Tokiga Amelie
- 1910 - Tre jobbande pojkar
- 1911 – Krigarliv, regi Justus Hagman, Kristallsalongen[12]
- 1911 - Spasmiga Wahlund
- 1912 - Stockholmsgask
- 1912 - Stockholmsgreker
- 1913 - Sankt Jönsson och Draken
- 1914 - Stockholmsflugor
- 1915 - Stockholm runt på 140 minuter
- 1915 - Restaurant Pumpen
- 1916 - Stockholmsjobb
- 1917 - Teaterflugan
- 1917 - Malla
- 1918 - Tokstollar
- 1918 - Filmkungen
- 1919 - Tutti-Frutti
- 1919 - Lev livet leende
- 1920 - Cirkus Jönsson
- 1922 - Venuspassagen
- 1922 - Med pukor och trumpeter
- 1923 - Kungarevyn
- 1924 - Festprissar
- 1925 - Genom kikaren
- 1926 - Slag i slag